# Burghard Hoos
Burghard Hoos (* 20. April 1778 in Merzhausen (Willingshausen); † 28. Januar 1857 in Altwildungen) war ein deutscher Politiker, MdL Waldeck.

## Leben
Hoos' Vater war der Verwalter Adam Hoos, seine Mutter war Anna Catharina, geb. Schmidt. Hoos heiratete 1800 in erster Ehe Helene Sophie, geborene Kampes (1778–1801). 1805 heiratete er ein zweites Mal: Christiane Katharina Wilhelmine, geb. Hesselbein (1774–1854). Ab 1801 war Hoos Verwalter auf der Herrschaftlichen Meierei Altwildungen, von 1814 bis 1820 war er Bürgermeister der Stadt Altwildungen. In dieser Zeit war er auch waldeckischer Landstand. 1857 wurde er Gutsbesitzer in Altwildungen.